# Галликанская церковь
Апостольская Галликанская церковь — французско-католическая церковь, имеющая собственное самоуправление, в отличие от римско-католической.
В XIV — XV веках, в связи с рядом религиозно-политических событий (в том числе Авиньонским пленением пап), в Европе получило распространение соборное движение, которое отрицало притязания римских пап на полное единовластие в католической церкви.
Это движение усилилось с началом «Великой схизмы». Во Франции оно привело к определенной автономии Французской церкви от Рима и к созданию Галликанской церкви, которая сохранила всю догматику католической церкви, но претендовала на автокефалию. Самоуправление французской католической Галликанской церкви касалось прежде всего вопросов инвеституры.
Прагматическая санкция Карла VII (XV век) установила галликанство как официальную религию Франции.